# Leuchtturm Klaipėda
Der Leuchtturm von Klaipėda (deutsch Memel) befindet sich heute ca. 800 m von der Ostseeküste auf dem Festland im Stadtteil Pirmoji Melnragė inmitten des Öl-Hafens an der Mündung des Kurischen Haffs gegenüber dem nördlichen Ende der Kurischen Nehrung, genannt Kopgalis (deutsch: Süderspitze).

## Geschichte
1740 wurde nördlich von Memel, an der Mündung des Kurischen Haffs in die Ostsee eine Steinwippe mit einem Kohlefeuer errichtet.
Mit zunehmenden Anforderungen der Memeler Schiffer für den Seeverkehr erhielt der Geheime Kriegsrat Lilienthal den Auftrag, in Memel einen Leuchtturm zu bauen, der im Laufe des Sommers vollendet und am 1. September des Jahres 1796 in Betrieb genommen wurde. Der Turm hatte eine Höhe von 54 Fuß (16,5 m), war 500 Schritt vom Strande entfernt und auf einer 30 Fuß hohen Geländeerhebung errichtet und löste damit die Feuerwippe ab.
Der jedem Memeler bekannte Rote Leuchtturm wurde von 1792 bis 1796 als dritte Anlage dieser Art an der Ostsee, nach Danzig-Neufahrwasser - 1758 und Travemünde - 1539, errichtet. Die Erleuchtung geschah durch vier kleinere und fünf große parabolische Hohlspiegel, vor denen sich ebenso viele Lampen befanden. Das Licht war in allen Kompaßrichtungen von Süden bis Nordosten auf etwa drei Meilen Entfernung auf der See zu sehen. Schon einen Monat nach seiner Inbetriebsetzung rettete dieser erste Memeler Leuchtturm ein dänisches Schiff aus schwerer Sturmnot, das, fast manövrierunfähig geworden, von den Wellen ohne den neuen leuchtenden Wegweiser gegen die Süderspitze getrieben worden wäre.
Da die Tragweite den Anforderungen schon bald nicht mehr entsprach, wurde der Turm auf 70 Fuß (21 m) erhöht.
1819 wurde der Turm erneut um Einiges auf 30 Meter erhöht. Außerdem wurde er mit einem neuen Beleuchtungssystem ausgestattet, das aus 13 Kupferreflektoren bestand, die mit polierten Silberplatten bedeckt waren und von 13 Öllampen beleuchtet wurden. Damit konnte die Tragweite weiter erhöht werden.
Erst nach der endgültigen Befreiung Europas und dem Sturz Napoleons kam es in Preußen mit dem Deutschen Bund zur Bildung eines lockeren Bündnisses von Staaten. Unter der Leitung von Peter Beuth auf der „Stelle eines vortragenden Raths bei der General Verwaltung für Gewerbe und Handel“ wurde eine umfangreiche Befeuerung der preußischen Küste begonnen. Nach der Turmerhöhung Memel (1819) wurden neu erbaut Rixhöft (1822), Arcona (1824), Hela (1826) und Jershöft (1830). In der nachfolgenden Zeit bis zur Jahrhundertwende sind weit mehr als 20 Seefeuer an der deutschen Küste in Dienst gestellt worden.
1884 wurde auf der Nordermole eine eiserne, gasbetriebene, 8 Meter hohe weiße Leuchtbake errichtet. Sie war das nördlichste und der rote Leuchtturm das östlichste Leuchtfeuer in Deutschland.
Aufgrund der technischen Entwicklung kam 1906 in Süderspitze auf der Nehrung eine Semaphorstation – ein Sturmwarnungsdienst für die Seefahrer, wie auch in Pillau, Hela oder in der Deutschen Bucht – dazu.
1909 erhielt der Memeler gleichzeitig mit dem Pillauer Leuchtturm eine doppelstöckige Laterne mit einer Fresnelsche Optik für unterbrochenes Licht.
Einmalig bei den deutschen Leuchttürmen, bereits seit 1874 erhielt der Turm zur Seeseite einen originellen schachbrettartigen rot-weißen Anstrich.
Ansicht Leuchtturm um 1920

Link zum Bild

Im Zweiten Weltkrieg Anfang 1945 wurde der Leuchtturm komplett zerstört. An gleicher Stelle wurde in der Sowjetzeit ein 44,5 Meter höherer blau-weiß gebänderter Leuchtturm errichtet. Nur der 4 Meter hohe Fundament-Sockel dieses über 200 Jahre alten Leuchtturms ist original geblieben.
Der Leuchtturm wird durch die Litauische Verwaltung für sichere Schifffahrt, dem litauischen Verkehrsministerium unterstellte nationale Aufsichtsbehörde für die Sicherheit der Schifffahrt in Litauen, verwaltet. Die Unterhaltung und der Betrieb obliegt der ab 2001 reorganisierten Hafenverwaltung von Kleipeda.

## Philatelistische Würdigung
Die litauische Post hat 2012 zum 760. Geburtstag von Klaipėda eine Briefmarke mit Hafenmotiven und dem Leuchtturm im Vordergrund nach dem Entwurf von V. Bručienė im Wert von 2 Litai herausgegeben, 2013 folgte eine Briefmarke mit der Abbildung des Leuchtturm Klaipėda im Wert von 2,45 Litai nach einem Entwurf von V. Bručas herausgegeben. Eine weitere Briefmarke folgte 2018 Europa-Brücken mit Segelschiff - Brücke, Hafen-Speicher, Kreuzfahrtschiff und Leuchtturm nach dem Entwurf von D. Laumenis im Wert von 0,75 €.

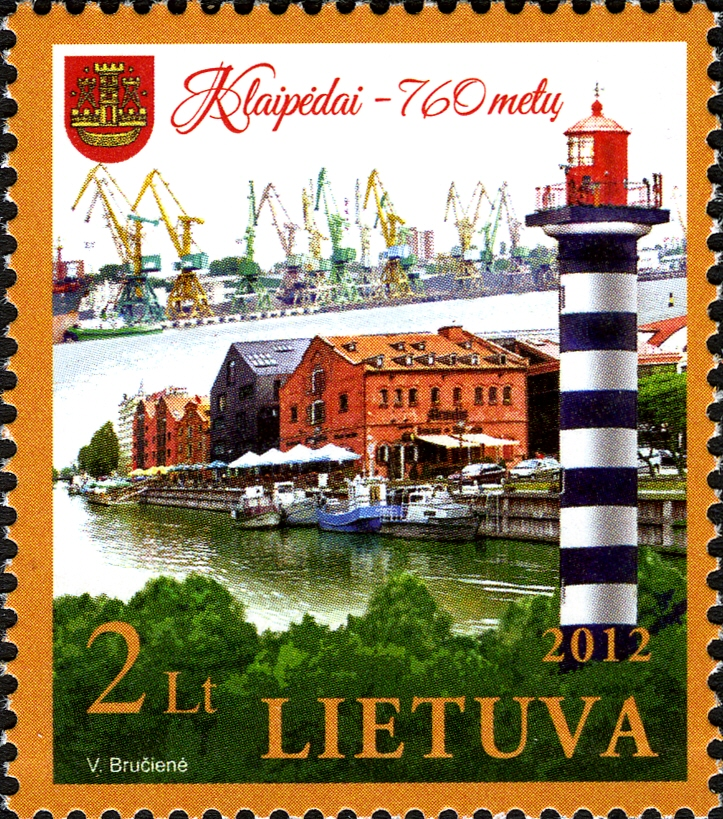
760 Jahre Klaipeda, 2012
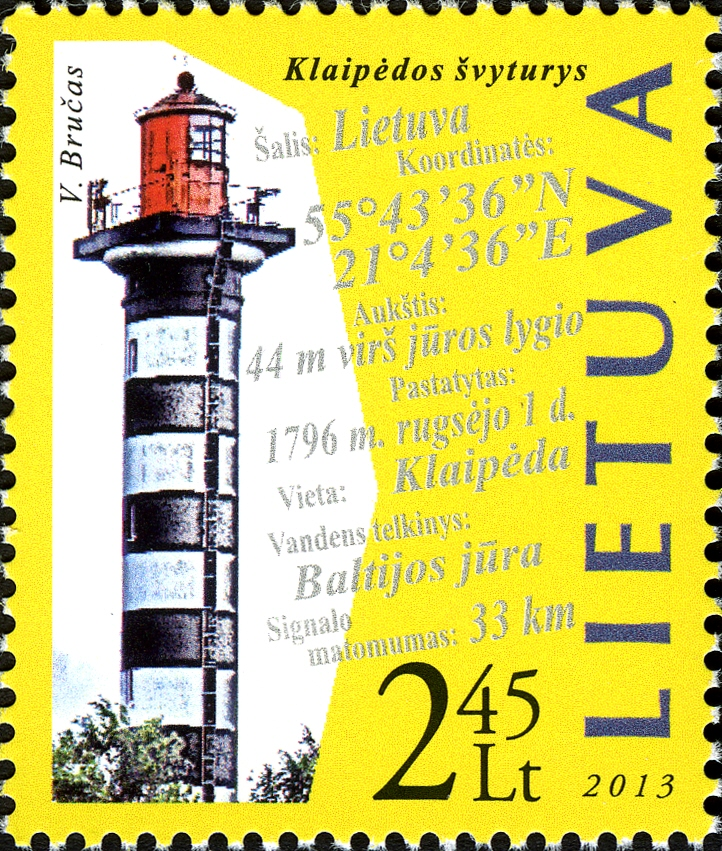
Leuchtturm Klaipeda, 2013

## Trivia

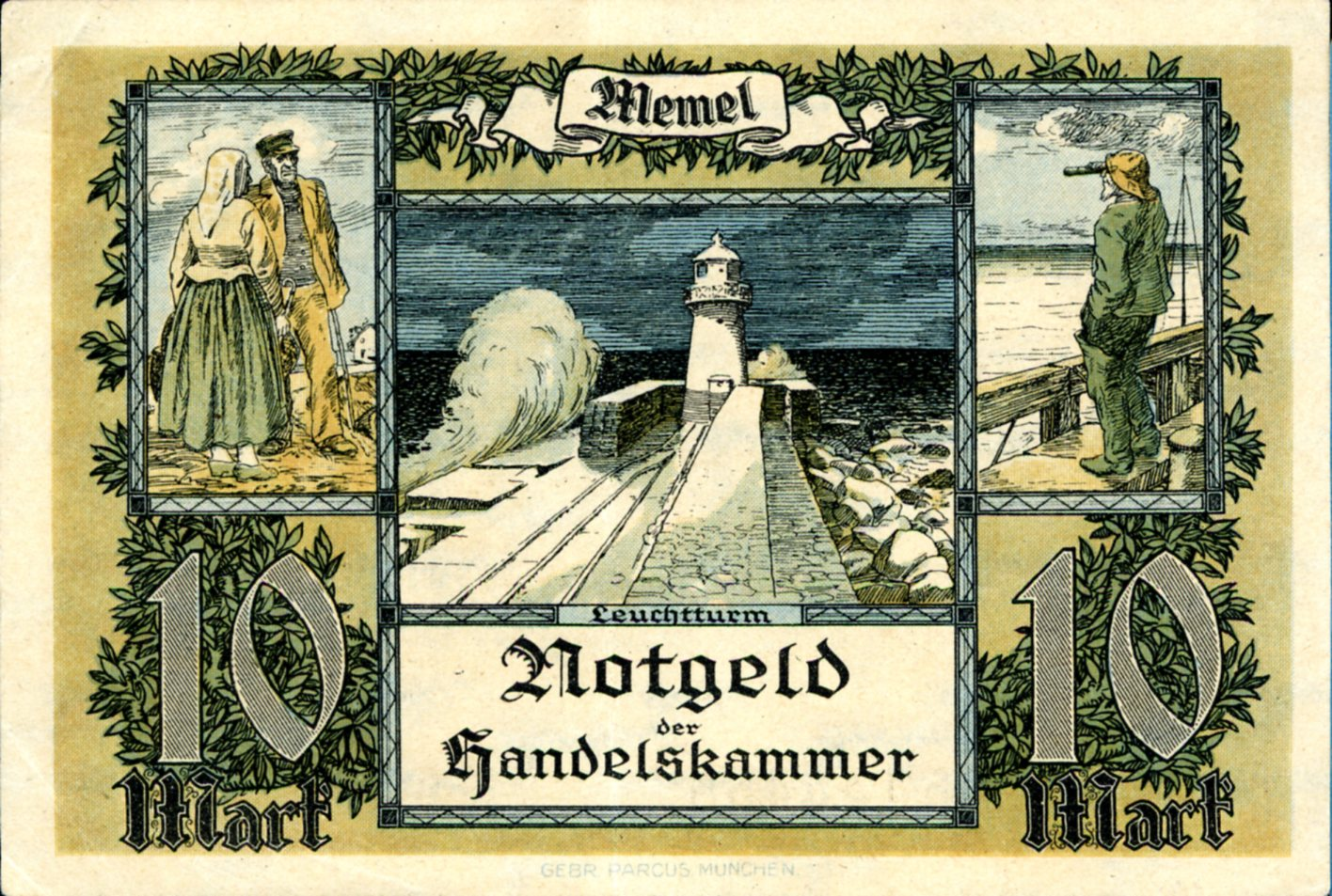
Notgeld Memel, 1922

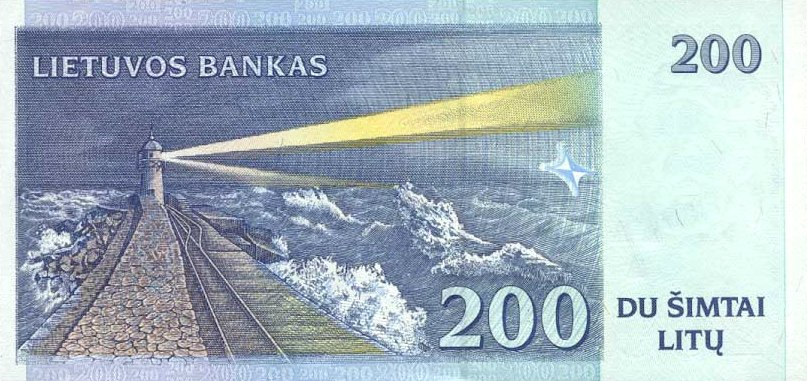
Leuchtturm Symbolisch, 1997-2014

Während der französischen Verwaltung des Memellandes unter dem Dach des Völkerbundes gab es 1922 Notgeld mit lokalen Motiven (1/2, 1, 2, 5, 10, 20, 50, 75 und 100 Mark) 2 Mark-Schein mit Stadtansicht und Leuchtbake sowie 10 Mark-Schein mit der Abbildung des Weißen Leuchtturms der Nordermole.
Nach der Wiedererrichtung der Republik 1991 kamen auch mit der Umstellung auf die eigene Währung neues Geld. Die litauische Bank emittierte von 1997 bis 2014 einen 200 litų-Schein mit dem Motiv Meer, Wellen, Mole und Leuchtturm mit Lichtstrahlen und Rückseitig dem Abbild des Dichters und Philosophen Wilhelm Storost. Das Leuchtturm-Motiv ähnelt dem des ehemaligen Weißen Leuchtturm der Nordermole, jedoch seitenverkehrt und mit sehr viel zeichnerischem Inhalt des Gestalters R. Valantinas. Die Intuition flüsterte ihm, dass ein generalisierendes Symbol benötigt würde und er entschied sich für ein unverwechselbares Hafensymbol - den Leuchtturm, obwohl er nicht sehr originell war.